# Jataí
Jataí – miasto i gmina w Brazylii leżące w stanie Goiás. Gmina zajmuje powierzchnię 7174,22 km². Według danych szacunkowych w 2016 roku miasto liczyło 97 077 mieszkańców. Położone jest około 320 km na południowy zachód od stolicy stanu, miasta Goiânia, oraz około 560 km na południowy zachód od Brasílii, stolicy kraju. 

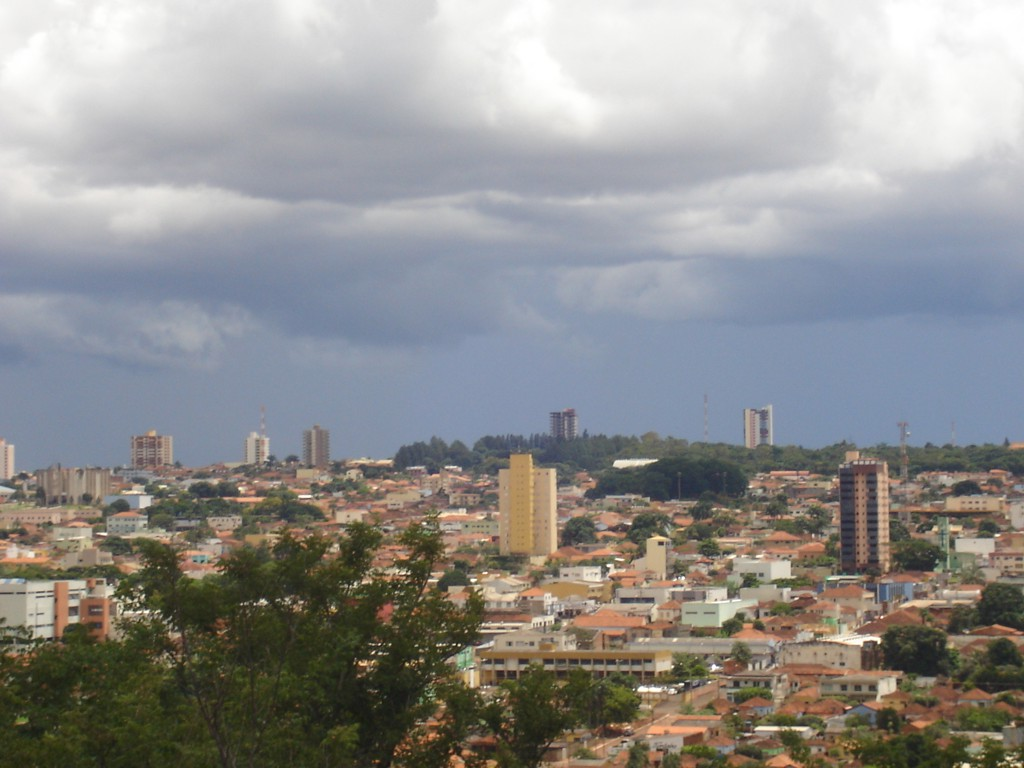
Widok na miasto

W 1864 roku na tym obszarze istniała miejscowość Paraíso. 31 maja 1895 roku ówczesna wieś otrzymuje prawa miejskie i przybiera obecną nazwę. 
W 2014 roku wśród mieszkańców gminy PKB per capita wynosił 37 712,84 reais brazylijskich.